# أكبر أباد تشالوس (مقاطعة تشالوس)
اكبرآباد تشالوس (بالفارسية: اکبرآباد چالوس) هي قرية تقع في قسم كلارستاق الشرقي الريفي (مقاطعة تشالوس) في إيران. يقدر عدد سكانها بـ 232 نسمة .